# Collepietro
Collepietro é uma comuna italiana da região dos Abruzos, província de Áquila, com cerca de 270 habitantes. Estende-se por uma área de 15 km², tendo uma densidade populacional de 18 hab/km². Faz fronteira com Bussi sul Tirino (PE), Capestrano, Navelli, Popoli (PE), San Benedetto in Perillis.

## Demografia
| Variação demográfica do município entre 1861 e 2011                               |
|                                                                                   |
| Fonte: Istituto Nazionale di Statistica (ISTAT) - Elaboração gráfica da Wikipedia |